# Marienthal (Hamminkeln)
Marienthal ist ein Stadtteil der Stadt Hamminkeln im Kreis Wesel in Nordrhein-Westfalen und liegt an der Issel.
In Ortsnähe treffen sich die Bundesstraße 70, die Landesstraße 401 und die Kreisstraße K13.

## Geschichte
Augustiner-Eremiten gründeten 1256 östlich von Brunia (Brünen) beim Ort Beylar das Kloster Marienthal, lateinisch Vallis S. Mariae, welches sie der Gottesmutter Maria widmeten. Das Kloster, die erste Gründung dieses Ordens auf deutschem Boden, lag ursprünglich weiter westlich auf Brünen zu und wurde dann an den heutigen Ort verlegt. Die Ortsbezeichnung „Beylar“ wurde schon bald durch „Marienthal“ verdrängt. Erst Mitte des 19. Jahrhunderts entwickelte sich der Ort zu einem Bauerndorf, das in der Lage war, sich selbst zu versorgen.
Im Zweiten Weltkrieg stürzte nahe Marienthal ein Flugzeug ab, welches zur deutschen Wehrmacht gehörte.
Am 1. Januar 1975 wurde Marienthal als Gemeindeteil von Brünen im Zuge des zweiten Neugliederungsprogramms zu einem Teil der Gemeinde Hamminkeln, die 1995 zur Stadt erhoben wurde.

## Nahversorgung
Über ein Lebensmittelgeschäft verfügte Marienthal bis in die frühen 1990er Jahre. Im Zuge der Umnutzung eines alten Hotels, soll dort ein kleiner "Tante-Emma-Laden" entstehen, der eine gewisse Grundversorgung im Ort sicherstellen soll. Zudem gibt es zahlreiche Bauernhöfe in der Umgebung, welche ihre Produkte selbst vermarkten.

## Sehenswürdigkeiten und Kultur
Den kulturellen Mittelpunkt Marienthals bildet die im 14. Jahrhundert errichtete Kirche mit den Klostergebäuden sowie der kunstvoll gestaltete angrenzende Friedhof. Eine besondere kunstgeschichtliche Bedeutung erlangten diese Orte durch das Wirken von Künstlern des Rheinischen Expressionismus, die aufgrund von Kontakten des Pfarrers Augustinus Winkelmann zu Professoren der Kunstakademie Düsseldorf in den 1920er bis 1940er Jahren ins Kloster kamen, zum Teil aus Gründen der Inneren Emigration, und Kirchenfenster, die Kirchenausstattung, ehemalige Klosterzellen und Friedhofsgrabstätten gestalteten.
Der Dorfplatz mit seinen umgestalteten historischen landwirtschaftlichen Gebäuden des ehemaligen Klosterhofes lädt zum Einkaufen von exklusiven Produkten ein. Auch in der 1927 erbauten und im Jahre 2002 umgebauten „Alten Molkerei“ gibt es zahlreiche Einkaufsläden, die über eine überdachte Passage zu erreichen sind. Darüber hinaus gibt es im Ort ein Hotel mit Tagungsräumen und einem angeschlossenen Restaurant. Der Kulturkreis Marienthal veranstaltete im Jahre 2010 bereits zum 15. Mal die „Marienthaler Winterabende“. Dargeboten werden Lesungen, Musik-, Kabarett- und Theateraufführungen. Auch die Marienthaler Sommerabende, im kommenden Jahr bereits die 38. Auflage, erfreuen sich großer Beliebtheit. Für die Kinder gibt es sogenannte „Kinderwanderwege“ mit 15 Stationen mit Sehenswertem aus Feld, Wald und Hof zu entdecken.
Anfang November lockt der traditionell jährlich stattfindende Marienthaler Martinsmarkt immer wieder zahlreiche Gäste, um die rund 50 Aussteller, Geschäfte und Restaurants auf dem Kirch- und Dorfplatz sowie in der alten Molkerei zu besuchen.
Weitere Angebote im Jahresverlauf heißen: „Advent auf dem Dorfe“, „Apfelfreude – Apfellust“ oder „Mittsommermarkt“.

## Infrastruktur
Marienthal ist durch die Buslinie 72 nach Wesel der Busverkehr Rheinland und der Buslinie 62 nach Bocholt betrieben durch die Westfalenbus an das Nahverkehrsnetz angeschlossen. Die Entfernung nach Raesfeld beträgt 7 km, nach Hünxe 12,5 km und zur Stadtmitte Hamminkeln 11,5 km. Marienthal wird zusätzlich von einem Bürgerbus angefahren, um eine Anbindung an den Bahnhof Hamminkeln herzustellen, von welchem man in die größeren Städte Wesel und Bocholt kommt.